# Constantin al IV-lea
Constantin al IV-lea (n. 652 d.Hr., Constantinopol, Imperiul Roman de Răsărit – d. 10 iulie 685 d.Hr., Constantinopol, Imperiul Roman de Răsărit), cunoscut și sub numele de Constantin cel Nou, a fost împărat bizantin între 668 și 685. El era fiul lui Constans II.
În 654 a fost numit co-împărat de către tatăl său. La moartea acestuia, Constantin a trebuit să se confrunte cu rebelul Mezezius din Sicilia. Răscoala a fost potolită în 669, dar în est au reînceput luptele cu arabii. Califul Muawiyah I a trimis o armată sub conducerea fiului său, Yazid, împotriva Imperiului Bizantin. Yazid a ajuns până în Chalcedon și a cucerit importantul oraș Amorion. În 669, arabii au atacat Cartagina și Sicilia și au ocupat Cyzicus. În 672, arabii au atacat Constantinopolul pe mare. Profitând de situația imperiului, slavii au asediat orașul Thessaloniki, dar fără succes. Asediul Constantinopolului s-a terminat în 678, când grecii au folosit pentru prima dată focul grecesc (o substanță explozivă/inflamabilă). Aproape în același timp, arabii au fost înfrânți și în Lycia, bizantinii distrugând flota arabă la Syllaeum. Arabii au acceptat un tratat de pace pe 30 de ani, tratat favorabil imperiului bizantin.
În 680, proto-bulgarii, sub conducerea hanului Asparuh, au trecut Dunărea și, împreună cu slavii, au atacat Imperiul Bizantin. Constantin nu a putut face față invadatorilor, în 681 cedându-le provincia Moesia și nordul Traciei (Bulgaria de azi).
Împăratul Constantin al IV-lea a convocat al șaselea Sinod Ecumenic (cunoscut și ca al treilea Sinod de la Constantinopol), care a durat din noiembrie 680 până în septembrie 681 și care a rezolvat controversa privind monotelismul.
În 681, Constantin și-a mutilat frații, Heraclius și Tiberius, care fuseseră asociați la domnie în 659. În același an, Constantin l-a numit pe fiul său, Iustinian, co-împărat.
A murit de dizenterie în septembrie 685.

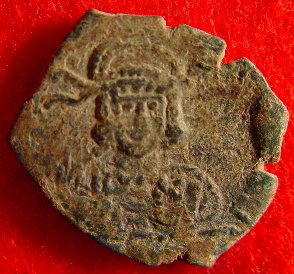
Imaginea lui Constantin al IV-lea pe o monedă

Cu soția sa, Anastasia, Constantin al IV-lea a avut doi copii:
- Iustinian II, împărat 685 - 695, 705 - 711
- Heraclius